# Владета Живковић (сликар)
Владета Живковић (Бела Паланка, 1949) српски је сликар и редовни професор на Факултету ликовних уметности (ФЛУ) у Београду.

## Биографија
Владета Живковић је 1978. дипломирао на Факултету ликовних уметности у Београду у класи професора Младена Србиновића. Магистрирао је 1981. у класи професорке Мирјане Михаћ. Од школске године 1975/1976 радио је као демонстратор на предмету Пластична анатомија, а од 1979/1980 као асистент на истом предмету на ФЛУ. Од 1990/1991 је ванредни, а од 1996. редовни професор на ФЛУ. Предавао је Пластичну анатомију на Ликовној академији на Цетињу 1988/1989. Исти предмет предаје од 1994. на Академији уметности у Новом Саду, а од 1998-2009 предаје Цртање на Академији умјетности у Бања Луци.

## Самосталне изложбе
- Београд;
- Ниш, Пирот и Бела Паланка (2014).[2]

## Групне изложбе
- Београд;
- Нови Сад;
- Ивањица;
- Тузла;
- Ужице;
- Вишеград;
- Бања Лука;
- Ниш;
- Единбург;
- Пиза;
- Софија;
- Солун;
- Самотрака;
- Дидимотихон.

## Награде
- Награда фестивала омладине и студената Србије, Књажевац, 1969;
- Откупна награда "Перспективе VII", Југословенска галерија уметничких дела, Београд, 1979;
- Откупна награда на изложби "Цртеж и ситна пластика", Уметнички павиљон "Цвијета Зузорић", Београд, 1981;
- Посебно признање жирија млађим ствараоцима на V изложби југословенског портрета, Галерија југословенског портрета, Тузла, 1983;
- III награда XVI изложбе цртежа "Београд 94", Галерија НУ "Браћа Стаменковић", Београд, 1994.

## Уметничко дело
Владета Живковић користи најразличитије материјале за своју цртачку интервенцију – суви пастел, акварел, туш, мастило, оловка и сепија. Настали у непосредној опсервацији мотива и у широким потезима, они, међутим, не представљају конвенционалне композиције ограничене форматом или затвореним симболичким склопом.

По речима самог Живковића:
"Изворни цртеж се најлакше изводи на мањем формату. Хитрост извођења, подцртавање суштине, улов у слику цртачеве уобразиље је услов да се одговори на сталне промене визума. Ако су цртежи изведени на терену изворни, покренути утиском или мотивом, онда су по процесу реперкусије више или мање пренесени, јел бележе и приказују само нека својства изворности. Чак и само стање уочавања , побуђености, инспирације подразумева издвојене факте, дакле пренесене али изворне. На неки начин као да цртеж већ постоји у самој намери. Из својих изворних позиција цртеж намигне цртачу. Али ако се не постигне очекивано, а цртеж се сачува и одложи у претинац серије, изворност се тада полако припрема за пренесене утиске. Истрајан цртач мора бити и одговоран за своје дело. Када се листајући, после неког времена поново сусретне са са истим немиром, процеси у које це ући могу му подарити нове привиде. Ти привиди су пренесени. Удаљеност цртача од мотива подарује слободу за искораке. Зато је корисно радити на једном проблему на висе начина, разним средствима. Монохромна серија цртежа као повод за истарживање боје и слично. Сакупљање утисака цртањем, неговање сећања, намере, извођења у мислима, припреме, неуспели покушаји, незадовољство, постају грађа за пренесене цртеже и нова преобликовања изворних."